# Палецька
Пале́цька (рос. Палецкая) — присілок у складі Юргінського району Тюменської області, Росія.
Населення — 267 осіб (2010, 250 у 2002).
Національний склад станом на 2002 рік:
- росіяни — 96 %